# Storia dell'Azerbaigian dal 1991
L'Azerbaigian dichiarò la sovranità il 23 settembre 1989 e l'indipendenza dall'Unione Sovietica il 30 agosto 1991; in questo modo nacque la Repubblica dell'Azerbaigian.
Nei primi anni dell'indipendenza l'Azerbaigian fu coinvolto nella prima prima guerra del Nagorno Karabakh (1992-1994), conclusa con la perdita del controllo azero sulla regione del Nagorno Karabakh. Nel 2020, la seconda guerra del Nagorno Karabakh (nota anche come "Guerra nell'Artsakh del 2020") ha riportato invece la regione sotto il controllo azero.
La situazione dei primi anni di indipendenza portò alla rapida successione delle presidenze di Ayaz Mütallibov e Abülfaz Elçibay. Nel 1993 fu eletto presidente Heydər Əliyev che, nonostante la sconfitta in Nagorno Karabakh, rimase presidente fino alla morte nel 2003. Da quella data è stato presidente suo figlio, İlham Əliyev.
Nel periodo di indipendenza, l'economia dell'Azerbaigian si è basata sull'esportazione dei combustibili fossili, che ha prodotto una rapida crescita del prodotto interno lordo del paese. Un primo accordo per l'oleodotto Baku-Tbilisi-Ceyhan, entrato in funzione nel 2006, fu firmato da Azerbaigian, Georgia e Turchia il 18 novembre 1999, durante una riunione dell'Organizzazione per la sicurezza e la cooperazione in Europa (OSCE) a Istanbul, in Turchia. Nel 2021 è in corso la costruzione del Corridoio Sud del Gas che, anche attraverso il Gasdotto Trans-Adriatico (TAP) in Italia, dovrebbe consentire al gas del giacimento azero di Shah Deniz l'accesso al mercato dell'Europa meridionale.
In questi anni, in Azerbaigian sono stati trasformati e modernizzati i modelli di istruzione, di formazione e di offerta del personale, le tecnologie dell'informazione e della comunicazione delle imprese, l'educazione dei bambini bisognosi di cure, l'istruzione prescolare e la formazione professionale, nonché i programmi di studio all'estero e altri settori.

## Gennaio nero
Nella notte tra il 19 e il 20 gennaio 1990, su ordine diretto del Segretario Generale Michail Gorbačëv del Comitato Centrale del Partito Comunista dell'Unione Sovietica, senza dichiarare lo stato di emergenza, truppe sovietiche furono portate a Baku e in varie parti dell'Azerbaigian.
Durante questo intervento, 146 persone vennero uccise, 744 vennero ferite e 841 vennero arrestate illegalmente. 80 veicoli, 200 case e appartamenti, proprietà statali e beni personali, vennero distrutti. Tra i morti vi furono donne, bambini e anziani, personale di ambulanza e polizia. La Costituzione dell'URSS, la Costituzione della RSS Azera e i diritti sovrani della Repubblica dell'Azerbaigian vennero violati. Questa azione mirava a sopprimere la lotta per la democrazia e la libertà nazionale del popolo azero.
Nonostante le atrocità dell'esercito sovietico e lo stato di emergenza a Baku, il popolo azero tenne comunque una marcia di lutto; circa due milioni di persone parteciparono il 22 gennaio in piazza Azadliq ai funerali dei martiri.

## L'indipendenza (1991)
Il 24 agosto 1991, il Partito Comunista Sovietico fu sciolto e i paesi sovietici iniziarono a dichiarare la loro indipendenza. Il 18 ottobre 1991, durante una sessione dell'Alto Consiglio della Repubblica dell'Azerbaigian, fu adottato un "Atto costituzionale sull'indipendenza dello Stato dell'Azerbaigian". Questo rese l'Azerbaigian il sesto paese a lasciare l'URSS dopo Lituania, Lettonia, Estonia, Georgia e Armenia. L'atto di indipendenza fu confermato da un referendum nazionale il 29 dicembre 1991, quando l'Unione Sovietica aveva ufficialmente cessato di esistere.
Il 5 febbraio 1991, la Repubblica dell'Azerbaigian decise di riadottare la "bandiera tricolore della Repubblica Democratica dell'Azerbaigian" come bandiera di stato dell'Azerbaigian.
L'Inno dell'Azerbaigian fu registrato e filmato nel 1989 dal famoso compositore Aydin Azimov per un grande coro e orchestra sinfonica. Il 27 maggio 1992, l'Assemblea Nazionale dell'Azerbaigian adottò la legge sull'inno nazionale della Repubblica dell'Azerbaigian.

## Presidenza di Ayaz Mütallibov (1991–1992)
Nel maggio 1990 il Consiglio supremo della RSS Azera elesse Mütallibov ultimo presidente della Repubblica socialista sovietica. Nel settembre del 1991 Mütallibov sciolse il Partito Comunista azero e propone di cambiare la costituzione in modo da poter eleggere direttamente un presidente a livello nazionale; in seguito il Consiglio Supremo adottò la dichiarazione d’indipendenza dell’Azerbaigian. L’Azerbaigian divenne ufficialmente uno stato indipendente e Mütallibov ne fu il primo presidente.
Nel 1992 scoppiò la guerra del Nagorno Karabakh. Nella cittadina di Khojaly si consumò un terribile massacro che mise a dura prova la stabilità del governo di Mütallibov.
Accusato di non essere stato in grado di proteggere gli abitanti di Khojaly e di aver gestito male la difesa del paese, sotto pressione del Fronte Popolare dell'Azerbaigian Mütallibov fu costretto a presentare le proprie dimissioni all'Assemblea Nazionale. Le forze armate del Fronte Popolare dell'Azerbaigian, guidate da Abülfaz Elçibay, presero il controllo del Parlamento e degli uffici della radio e della televisione di stato. Mütallibov fu costretto a fuggire a Mosca.

## Guerra del Nagorno Karabakh (1988–1994)
Già nel gennaio 1988 il governo armeno, contando sul sostegno degli organi di governn dell'URSS, aveva iniziato una deportazione di massa degli azeri che vivevano nella RSS Armena e in particolare a Erevan.
Nel 1988, gli azeri iniziarono ad essere espulsi dagli insediamenti popolati da armeni nel Nagorno Karabakh. Nel settembre di quell'anno, tutti gli azeri furono espulsi da Khankendi, il più grande insediamento del Nagorno Karabakh, e gli armeni furono espulsi da Shusha. Il 1º dicembre, il Soviet Supremo della RSS Armena adottò illegalmente una risoluzione "sull'annessione della regione autonoma del Nagorno Karabakh alla RSS Armena".
Nel 1990, l'Armenia lanciò apertamente un'aggressione contro l'Azerbaigian. Il 24 marzo 1990, gli armeni occuparono il villaggio di Baganis Ayrim nella regione del Gazax. Il 2 settembre 1991 i separatisti armeni dichiararono l'istituzione della "Repubblica del Nagorno-Karabakh" nella regione del Nagorno Karabakh della Repubblica dell'Azerbaigian.
Il 23 settembre i Presidenti di Armenia e Azerbaigian si incontrarono nella città russa di Železnovodsk con la mediazione dei Presidenti di Russia e Kazakistan. Durante l'incontro, i presidenti concordarono una soluzione pacifica al conflitto. Nonostante l'accordo, però, le unità militari armene lanciarono attacchi contro la popolazione azera nei distretti di Xocavənd e Hadrowt'. La maggior parte dei villaggi azeri in queste regioni fu occupata e la popolazione azera fu costretta a lasciare le proprie terre. Il 20 novembre, un elicottero che trasportava rappresentanti dei governi di Azerbaigian, Russia e Kazakistan in Karabakh per colloqui di pace fu abbattuto su Karakand.
Nella Repubblica del Nagorno Karabakh più di 1 milione di persone furono sfollate durante la guerra civile del 1992-1994.
Nei primi giorni della guerra, l'Azerbaigian e l'Armenia si attaccarono a vicenda. Il 26 gennaio 1992, l'esercito azero, appena costituito, condusse l'Operazione Dashalti vicino a Shusha e fu sconfitto. A febbraio, gli armeni, insieme alle truppe russe, attaccarono e occuparono diversi villaggi del Karabakh e il 26 febbraio catturarono Khojaly e commisero massacri contro i civili. Il 9 maggio gli armeni occuparono Shusha e il 18 maggio la città di Lachin. Il 7 giugno Abülfaz Elçibay fu eletto presidente dell'Azerbaigian, e subito dopo, il 12 giugno, l'esercito azero attaccò al fronte. Come risultato dell'attacco, gli azeri catturarno la regione di Shaumyan e il 4 luglio Aghdara. Il 1º settembre l'esercito azero liberò il villaggio di Sirkhavand, quando metà del territorio del Nagorno Karabakh era già sotto il controllo dell'esercito azero. Successivamente, però, la Russia iniziò ad aumentare i suoi aiuti agli armeni e il 24 ottobre il Congresso degli Stati Uniti vietò gli aiuti di Stato all'Azerbaigian.
Dopo sei anni di intensi combattimenti, entrambe le parti erano pronte per un cessate il fuoco. Diplomatici armeni e azeri si incontrarono nella prima parte del 1994 per definire i dettagli del cessate il fuoco. Il 5 maggio, con la Russia come mediatrice, tutte le parti accettarono di cessare le ostilità. L'accordo fu firmato dai rispettivi ministri della difesa delle tre principali parti belligeranti (Armenia, Azerbaigian e Repubblica di Artsakh).

## Presidenza di Abülfaz Elçibay (1992–1993)
L'elezione di Elçibay a presidente fu una conseguenza della forte crisi causata dalla guerra del Nagorno Karabakh. Il 17 giugno 1992 si tennero le elezioni presidenziali con 7 candidati e l'elezione fu vinta da Elçibay.
Il nuovo presidente fece una forte pressione per garantire il completo ritiro delle forze armate russe dall'Azerbaigian, che divenne così il primo paese ex-sovietico, dopo le nazioni del Baltico, liberato dalla presenza militare russa. Elçibay portò anche alla creazione di una marina nazionale. Nel giugno del 1992 Elçibay ordinò all'esercito azero una controffensiva nel Nagorno Karabakh con cui l'Azerbaigian entro la fine dell'anno si riappropriò di circa il 50% della regione fin a circa 7 chilometri da Susha. Tuttavia, l'offensiva subì un brusco cambiamento di rotta a causa della disorganizzazione e della mancanza di coordinamento delle operazioni, ma, soprattutto, per il tradimento del Ministro della Difesa, Rahim Qaziyev.
Nonostante la sua dedizione alla causa azera, Elçibay dimostrò di non essere all'altezza della sua carica e nell'aprile del 1993 fu costretto a dimettersi, dopo la perdita del distretto di Kalbajar e dopo aver addirittura minacciato l'Armenia con un attacco nucleare. Con l'avvicinarsi dei rivoltosi a Baku, Elçibay fu costretto a fuggire nel suo villaggio nativo di Keleki in Nakhichevan.
Durante la successiva presidenza di Əliyev, Elçibay tornò a Baku nel 1997 e si unì alle forze di opposizione come leader del Partito del Fronte Popolare dell'Azerbaigian. Nel 1999 fu processato per aver accusato Əliyev di sostenere il Partîya Karkerén Kurdîstan.

## Presidenza di Heydər Əliyev (1993–2003)
Il 3 ottobre 1993, a seguito del voto nazionale, Heydər Əliyev fu eletto presidente della Repubblica dell'Azerbaigian.
Prendendo la presidenza durante un periodo difficile della guerra nel Nagorno Karabakh, Əliyev iniziò il lavoro rafforzando l'esercito. Usò manovre diplomatiche per impedire rivolte interne e porre fine al disordine domestico con il sostegno del popolo.
Nella Costituzione nazionale, redatta nel 1995 sotto la guida di Əliyev e adottata con un voto pubblico, garantire i diritti umani e le libertà fu dichiarato il più alto scopo dello Stato.
La Commissione di Stato per le riforme agrarie fu costituita con il decreto di Əliyev del 2 marzo 1995. Sempre su iniziativa di Əliyev, l'Azerbaigian fu nel 1998 il primo paese dell'area ad abolire la pena di morte.
Durante la presidenza di Heydər Əliyev, la politica estera dell'Azerbaigian fu ricostruita e trasformata in una politica equilibrata. Le relazioni bilaterali tra l'Azerbaigian e altri paesi iniziarono ad approfondirsi. Furono stretti accordi sullo sviluppo congiunto, sulla condivisione della produzione per i campi petroliferi azeri e Chirag e per la porzione di acque profonde del campo di Gunashli nel settore azerbaigiano del Mar Caspio; il cosiddetto Contratto del Secolo fu firmato a Baku il 20 settembre 1994 dal governo dell'Azerbaigian e da un consorzio di 11 compagnie petrolifere di 6 paesi (USA, Regno Unito, Russia, Norvegia, Turchia, Arabia Saudita) alla presenza di Heydər Əliyev. Il petrolio prodotto fino al 1999 fu speso per rimborsare il capitale investito, ma già da quell'anno l'Azerbaigian iniziò a trarre vantaggio dal contratto petrolifero.

## Presidenza di İlham Əliyev (dal 2003)
Dopo la morte di Heydər Əliyev, suo figlio İlham Əliyev vinse le elezioni presidenziali del 15 ottobre 2003 e divenne presidente dell'Azerbaigian il 31 ottobre 2003. Əliyev iniziò un secondo mandato nel 2008 dopo aver ottenuto una vittoria schiacciante in un'elezione boicottata dai principali partiti di opposizione. Con un referendum tenutosi l'anno successivo, rafforzò ulteriormente il proprio potere rimuovendo una legge che vietava al presidente di candidarsi più di due volte. Ottenne quindi un terzo mandato nel 2013, nonostante accuse di frode da parte degli osservatori delle elezioni e dell'opposizione.
L'attività di İlham Əliyev ha proseguito la politica estera del padre, compreso il contrasto alle posizioni aggressive armene e alle violazioni dell'integrità territoriale dell'Azerbaigian. Əliyev ha inoltre ottenuto rispetto e prestigio nel mondo come un politico moderno e agile, rinforzando il ruolo e il prestigio dell'Azerbaigian a livello internazionale e locale. Grazie a riforme interne intelligenti e alla politica estera mirata attuata da İlham Əliyev, l'Azerbaigian è diventato un leader nel Caucaso meridionale.
Il 19 ottobre 2006, İlham Əliyev ha dato il via a un programma statale per l'istruzione dei giovani azeri all'estero.
La vittoria dell'Azerbaigian nella seconda guerra nel Nagorno Karabakh ha trasformato la statura politica del presidente İlham Əliyev aumentando la sua popolarità a livelli che non aveva mai sperimentato durante i suoi 17 anni di governo autoritario. Il ritorno di parti del Nagorno Karabakh al controllo dell'Azerbaigian, insieme a tutti e sette i distretti occupati intorno alla regione separatista, ha cambiato il modo in cui molti nel paese vedono la leadership di Əliyev.

## Seconda guerra del Nagorno Karabakh (2020)
La guerra tra Armenia e Azerbaijan per il territorio conteso del Nagorno Karabakh si era riaccesa nel settembre 2020. Il 27 settembre 2020, le autorità azere hanno limitato l'accesso a Internet poco dopo l'inizio degli scontri, dicendo che era "per prevenire le principali provocazioni armene". Il 24 ottobre 2020, al fine di sostenere i militari e i cittadini, su raccomandazione della Banca centrale della Repubblica dell'Azerbaigian, le banche membri dell'Associazione delle banche dell'Azerbaigian hanno adottato all'unanimità la decisione di cancellare i debiti dei cittadini e dei militari che avevano subito danni.
Le forze armate azere originariamente liberarono un certo numero di villaggi e ponti strategici, e il 22 ottobre liberarono completamente il confine meridionale del Karabakh con l'Iran; il 23 ottobre iniziarono a muoversi verso il Corridoio di Laçin. Jabrayil fu liberato il 4 ottobre, Fizuli il 17 ottobre, Zangilan il 20 ottobre, Gubadli il 25 ottobre e Shusha l'8 novembre. La vittoria dell'Azerbaigian pose fine in 44 giorni ai 30 anni di occupazione.
Il 9 novembre 2020, dopo la cattura di Shusha, tra il Presidente dell'Azerbaigian, Ilham Əliyev, il Primo Ministro dell'Armenia, Nikol Pashinyan, e il Presidente della Russia, Vladimir Putin è stato firmato un accordo di cessate il fuoco, che ha posto fine a tutte le ostilità nella zona del Nagorno Karabakh dal 10 novembre 2020 alle 00:00 ora di Mosca.